# Saddle Rock
Saddle Rock es una villa ubicada en el condado de Nassau en el estado estadounidense de Nueva York. En el año 2000 tenía una población de 791 habitantes y una densidad poblacional de 1.250,9 personas por km². Saddle Rock se encuentra dentro del pueblo de North Hempstead.

## Geografía
Saddle Rock se encuentra ubicada en las coordenadas 40°47′40″N 73°44′56″O / 40.79444, -73.74889. Según la Oficina del Censo, la ciudad tiene un área total de 0,7 km² (0,3 mi²), de la cual 0,6 km² (0,2 mi²) es tierra y 0,1 km² (0 mi²) (7.69%) es agua.

## Demografía
Según la Oficina del Censo en 2000 los ingresos medios por hogar en la localidad eran de $125,630, y los ingresos medios por familia eran $137,962. Los hombres tenían unos ingresos medios de $92,073 frente a los $40,625 para las mujeres. La renta per cápita para la localidad era de $63,242. Alrededor del 3.0% de la población estaban por debajo del umbral de pobreza.